# الطويلقة (العدين)

تعديل مصدري - تعديل

الطويلقة محلة تابعة لقرية البحرين، التابعة لعزلة خباز بمديرية العدين إحدى مديريات محافظة إب في الجمهورية اليمنية.، بلغ تعداد سكانها 21 حسب تعداد اليمن لعام 2004.